# Дхокла
Дхокла (англ. dhokla) — вегетарианское блюдо индийской кухни, происходящее из индийского штата Гуджарат. В общем случае представляет собой приготовленную на пару выпечку из ферментированной нутово-рисовой пасты. Вместо нута могут использоваться другие бобовые, а также крупы. Разновидность дхоклы, только из нута (без добавления рисовой муки), называется хаман, и нередко рассматривается, как другое блюдо. 

## История
Хронологически первое употребление слова «дхокла» встречается в тексте, происходящем из Гуджарата, и датированном 1520 годом. Однако, первое упоминание блюда, похожего на дхоклу, встречается в джайнском тексте значительно ранее — в 1066 году.

## Описание блюда
Пасту для выпечки дхоклы в Индии нередко готовят дома, замачивая нут и колотый рис, а затем измельчая их и смешивая в определённой пропорции. Получившуюся рисово-бобовую пасту оставляют ферментироваться на несколько часов (нередко на ночь). Затем рисово-бобовую пасту сдабривают пряностями (перцем чили, имбирём, кориандром), добавляют соду, выполняющую функцию разрыхлителя, после чего готовят на пару. Готовую дхоклу подают нарезанной на квадратные куски, приправив чатни или другим соусом.
Существует множество разновидностей дхоклы, которые различаются использованными для приготовления ингредиентами (вместо нута или вместе с ним могут использоваться чечевица, манная крупа, горох посевной, голубиный горох, урд и так далее) а также выбранным соусом.
Дхокла представляет собой дешёвый и сытный вегетарианский продукт, входящий в состав повседневного рациона.

## Галерея

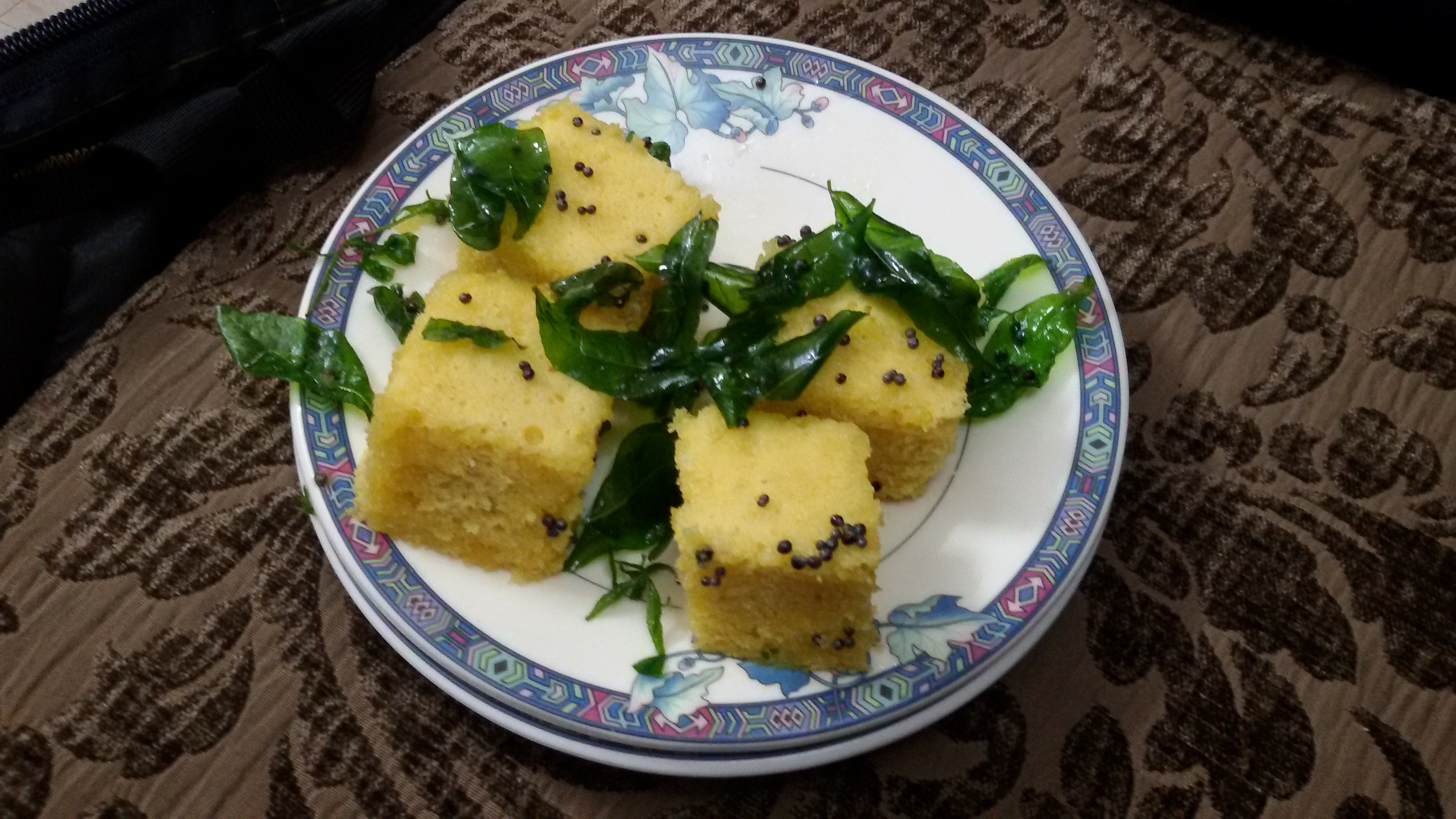
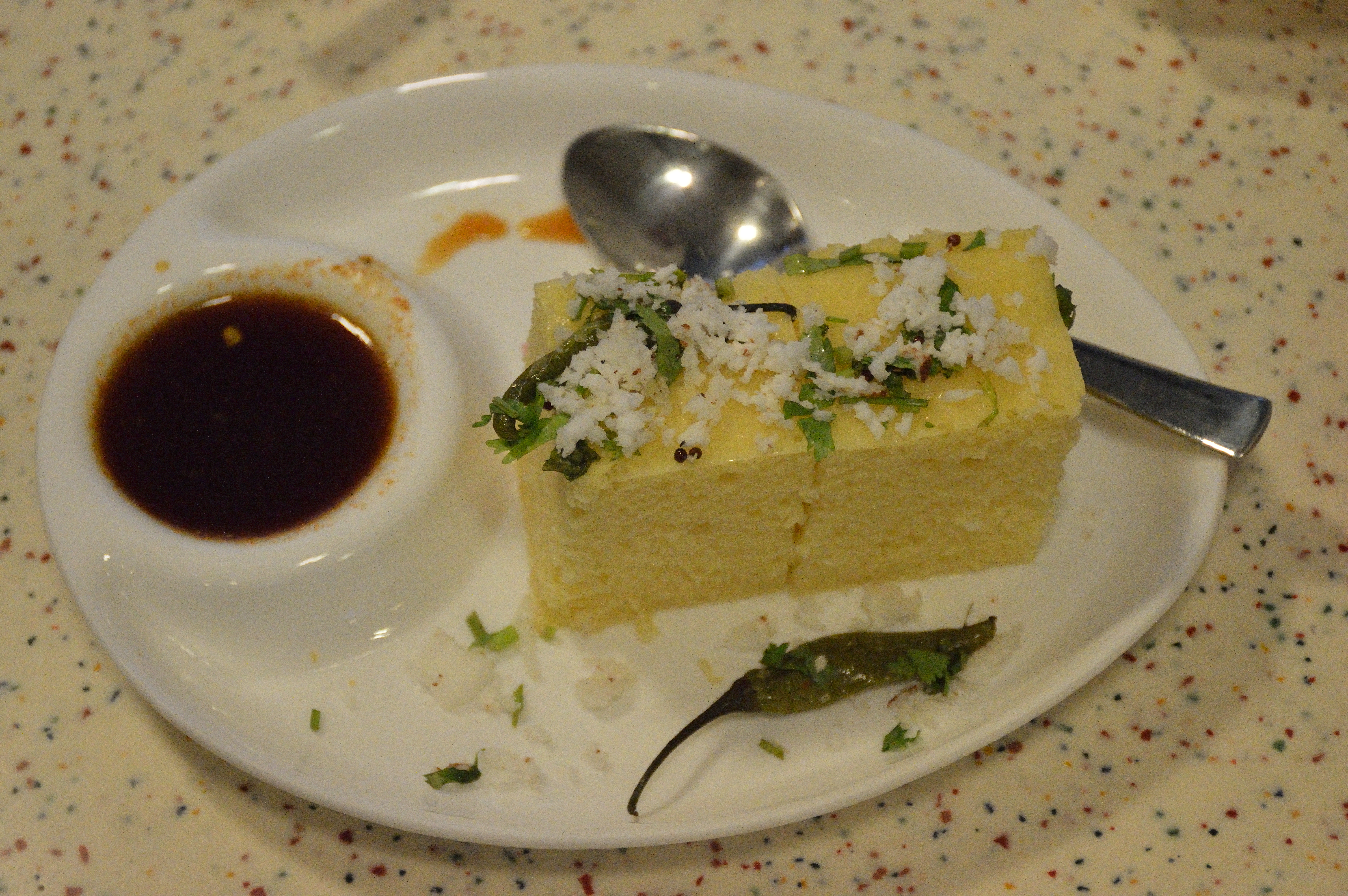
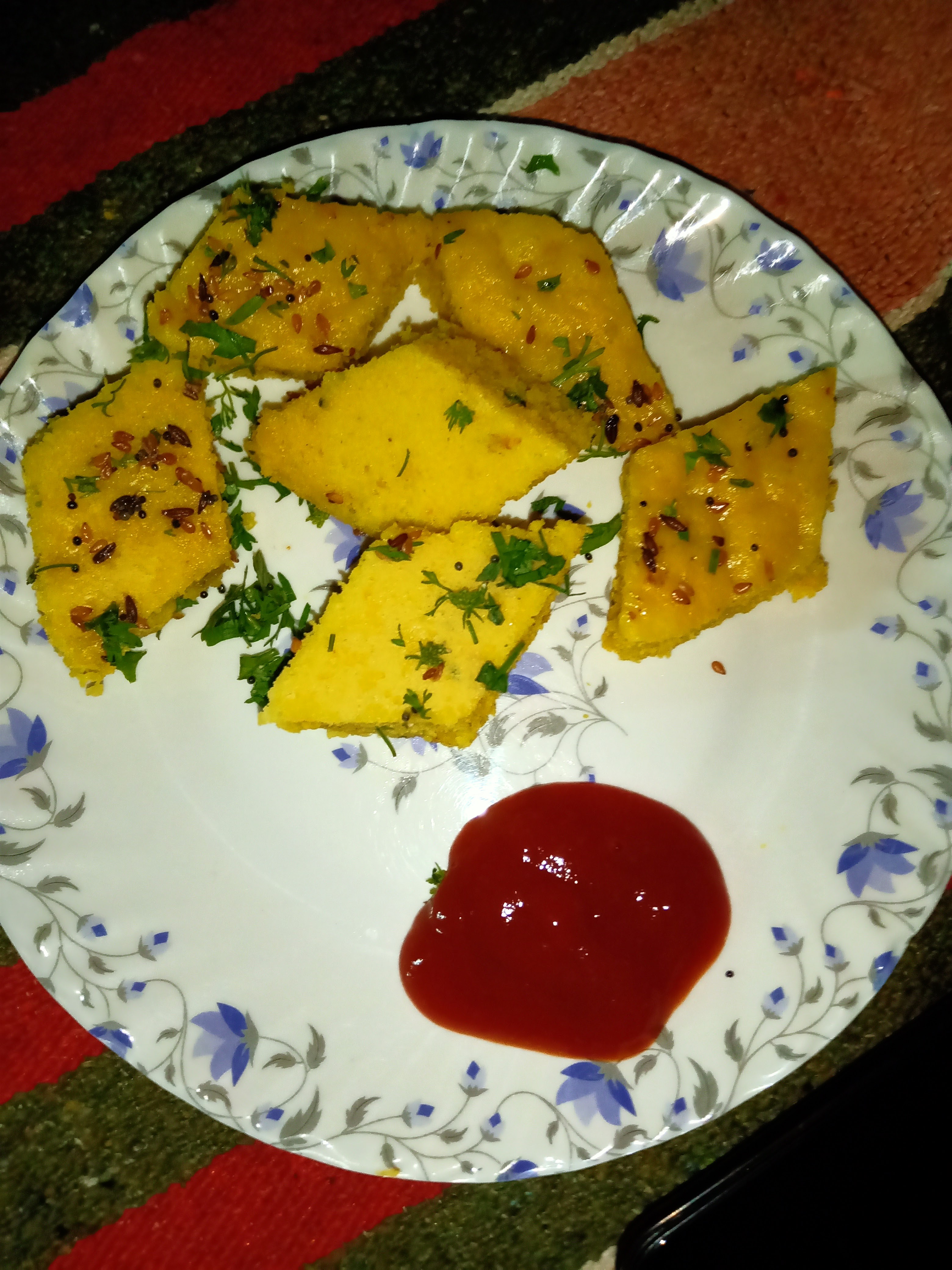
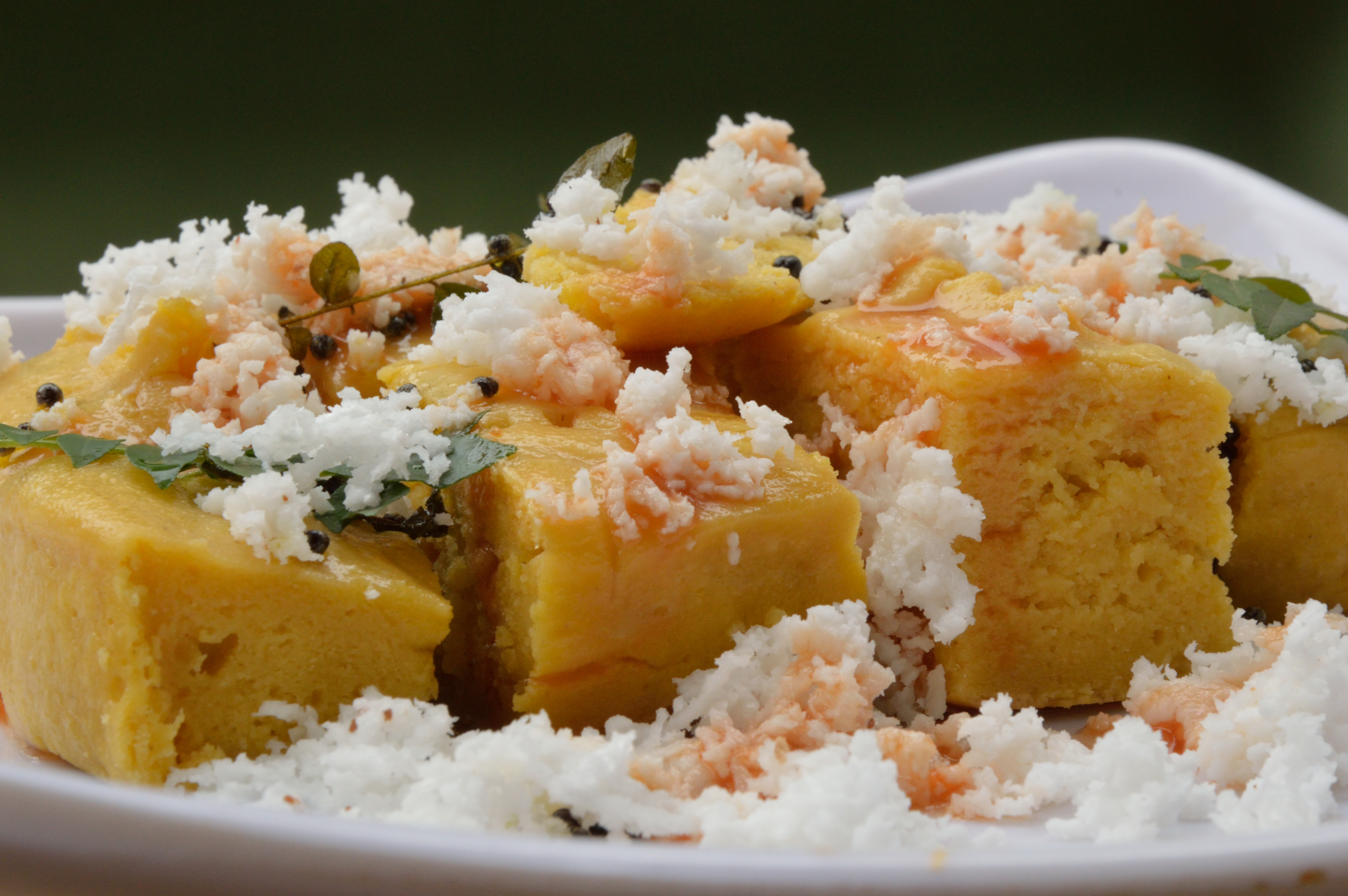